# Erodium carvifolium
Erodium carvifolium là một loài thực vật có hoa trong họ Mỏ hạc. Loài này được Boiss. & Reut. mô tả khoa học đầu tiên năm 1842.